# Franz Dereani
Franz Dereani (ur. 10 września 1875, zm. ?) – szermierz (florecista i szablista) reprezentujący Austrię, uczestnik letnich igrzysk olimpijskich w 1912 roku.